# Семёнов, Ефим Георгиевич
Ефим Георгиевич Семёнов (1909, Санкт-Петербург — ?) — советский футболист.

## Биография
Окончил Автомеханический техникум. В 1933-34 гг. работал инструктором стадиона 1-го автозавода им. Сталина, позднее трудился техником. Паралелльно играл за заводские команды. В 1937 году выступал за московское «Торпедо», но был отчислен за неявку на работу. В 1939-40 гг. вновь входил в состав черно-белых. За два сезона провел в группе «А» только две игры (забил один гол). Параллельно выступал за вторую клубную команду «Торпедо».
После 1940 года дальнейшая судьба футболиста неизвестна.